# Xarifa (Schiff)
Xarifa (arabisch für „Die Schöne“) ist der Name eines ehemaligen Forschungsschiffes von Hans Hass. Mit dem Dreimast-Schoner unternahm er in den 1950er Jahren zwei meereskundliche Expeditionen.

## Geschichte
Im September 1951 kaufte Hans Hass in Kopenhagen für 150.000 dänische Kronen den Stahlrumpf eines Segelschiffes, den er als Forschungsschiff aufbauen lassen wollte. Er stammte von einer der größten Segeljachten: Der amerikanische Nähmaschinenhersteller Singer hatte sie sich 1927 auf der englischen Werft von J. Samuel White als Rennyacht bauen lassen. Die Yacht wurde nach dem Tod von Singer von dem englischen Lord Edward Mauger Iliffe erworben, der sie Radiant nannte. Sie ging anschließend durch verschiedene Hände und fuhr unter den Namen L'Oiseau Blanc, Georgette und Capitana. In Kanada brannte sie einmal aus und sank; im Krieg wurden ihre Masten und der wertvolle, 70 Tonnen schwere Bleikiel demontiert. Schließlich fuhr das Schiff für Tuxen & Hagemann in Kopenhagen als Kohletransporter.
Hass ließ den Rumpf in der Norderwerft nach alten Plänen wieder neu aufbauen. Zunächst sollte das Schiff auf den Namen Manta getauft werden, weil Hass diesen Hauptdarstellern seines letzten Filmes Abenteuer im Roten Meer das Schiff weitgehend zu verdanken hatte. Doch dann gab er dem Schiff seinen ursprünglichen Namen Xarifa zurück.
Nach der Fertigstellung in der Norderwerft besaß der Dreimastschoner ein Gewicht von 350 Tonnen. Der höchste Mast war 33 Meter hoch und die Segelfläche betrug 550 Quadratmeter. Mit dem 170 kW starken Hilfsmotor konnte das Schiff bis zu neun Knoten laufen, und unter Segel bis zu zwölf. Über alles war die Xarifa mehr als 43 Meter lang, hatte einen größten Tiefgang von vier Meter dreißig und war die größte europäische Segeljacht – in ihrer Tonnage etwas größer als die Creole von Stavros Niarchos.
Während des Umbaus der Xarifa in Hamburg stand Hass Bernhard Rogge als Berater zur Seite. Als Kapitän der Xarifa konnte Hass Johannes Diebitsch gewinnen, der unter Rogge als Erster Offizier auf einem Schulschiff gefahren war und im Zweiten Weltkrieg auf dem Hilfskreuzer Kormoran gedient hatte. Diebitsch nahm auch die Auswahl der weiteren Besatzung in die Hand und stellte die beiden Offiziere Marsil Graf von Geldern-Egmond und Heinrich Becker sowie Ingenieur Gerhard Biastoch ein. Diebitsch starb 1957 beim Untergang der Pamir.

## Forschungsfahrten
Am 23. August 1953 lief die Xarifa zu ihrer ersten Forschungsfahrt von Hamburg aus. Die Route führte zunächst zu den Azoren, am 10. Oktober traf man in Teneriffa ein und danach ging es durch die Karibik und den Panamakanal bis zu den Galapagosinseln und wieder zurück nach Europa bis nach Genua. Die Reise dauerte bis 1. Juni 1954 und während dieser Zeit führte sie die Flagge Deutschlands mit dem Heimathafen Hamburg.
Die zweite Xarifa-Expedition dauerte vom 15. Oktober 1957 bis zum 14. Oktober 1958 und ging von Cannes durch das Rote Meer und die Malediven bis nach Singapur. In der engeren Wahl, als Kapitän auf dieser Fahrt zu fungieren, war zunächst Hans Freiherr von Stackelberg, der spätere Kommandant der Gorch Fock. Kapitän wurde dann aber Heinrich Becker. Er war auf der ersten Fahrt als Offizier mitgesegelt und hatte zwischenzeitlich sein Kapitänspatent erhalten. Während dieser Reise führte die Xarifa die Flagge Österreichs mit dem Heimathafen Wien.

## Verbleib
Hans Hass und Irenäus Eibl-Eibesfeldt bemühten sich 1957 erfolglos um Fördermittel, um die Xarifa in eine institutionelle Einrichtung der deutschen Meeresforschung zu verwandeln, ähnlich wie die Zoologische Station Neapel.
Da ein solch großes Projekt nicht auf Dauer von einem Privatmann zu finanzieren war, und Hass sich neuen Forschungen zuwenden wollte, verkaufte er das Schiff 1960 an den italienischen Immobilienmakler und Coca-Cola-Lizenzinhaber Carlo Traglio. Traglio ließ das Schiff wieder in die ursprüngliche Form als historische Rennyacht zurückbauen.
Die Xarifa lag zwischen 1960 und 2013 mit nur wenigen Unterbrechungen in der Marina von Monaco. Nur selten wurde sie für Ausfahrten verwendet. Nach dem Tod von Traglio wurde das Schiff von den Erben 2013 an einen spanischen Großindustriellen verkauft. Der Heimathafen des Schiffes ist heute (2022) Valletta, es fährt unter der Flagge von Malta. Es ist nicht im Charterbetrieb.

## Modelle
Seit 1993 steht ein etwa zwei Meter langes, maßstabsgetreues Modell der Xarifa im Miniaturenpark Minimundus. Im Naturhistorischen Museum in Wien war ein Duplikat dieses Modells aufgestellt. Dieses Modell steht nun als Leihgabe im Haus des Meeres, Wien. Ein kleineres Modell im Maßstab 1:75, ausgearbeitet von Hans Unger (Bonn), befindet sich in der Dauerausstellung des Hessischen Landesmuseums Darmstadt.
Im Heft Modell-Technik Nr. 11/1959 fand sich ein Großbauplan der Xarifa zum Nachbauen.

## Name und Besitzer
- 1927–1930: Xarifa, F.M. Singer (New York)
- 1930–1933: Radiant, Sir Edward Iliffe (Southampton)
- 1934: Radiant, Lord Iliffe (Southampton)
- 1935: Radiant, Camper & Nicholson (Southampton)
- 1936–1938: L’Oisseau Blanc, Baron Louis Empain (Brüssel)
- 1939–1940: Georgette, Mrs. Georgette Malou (New York)
- 1941–1942: Capitana, Antonio Miguel de Carvalho et Cie. (St. Vincent, Cape Verde Island)
- 1943–1947: Capitana, Magnus Andersson (Reykjavík)
- 1948–1951: Capitana, Tuxen & Hagemann (Kopenhagen)
- 1951–1960: Xarifa, Hans Hass (Hamburg und Wien)
- 1960–2013: Xarifa, Carlo Traglio (Monaco)
- seit 2013: Xarifa, NN (Valencia)